# Chão... (álbum)
Chão... é o primeiro álbum da cantora Angolana Titica. O álbum foi lançado em 15 de Outubro de 2011. A primeira canção de trabalho foi Chão, produzida pelo DJ Devictor, e já havia sido lançada como single em 15 de junho do mesmo ano. Em poucos meses, Chão se tornou uma das músicas mais executadas na história do gênero Kuduro em Angola.
O segundo single do disco, "Kusi de Pole", contou a participação do músico Mona Star, que é também o principal compositor do disco. O videoclipe de "Kusi de Pole" foi dirigido por Nelson Santos (Dibango) e seu lançamento se deu em 13 de Dezembro de 2011.
Olha o Boneco foi a terceira música de trabalho do disco. Trata-se de uma colaboração com a cantora Angolana Ary. O videoclipe dessa música foi dirigido pelos suecos Teddy Goitom e Benjamin Taft, que se encontravam em Angola para a filmagem do documentário televisivo Afripedia, que teve Titica como uma das principais estrelas. Lançado em 17 de fevereiro de 2012, o videoclipe apresenta Titica no papel de uma noiva que, juntamente com sua madrinha de casamento (interpretada por Ary) e suas Damas de Honra, sai à procura de uma festa de casamento ideal em Luanda.

## Composição
O álbum contou com a colaboração de diversos músicos Angolanos. Mona Star foi o principal compositor, contribuindo para quatro faixas. Titica foi a segunda principal compositora do álbum, tendo participado da feitura de três canções. Cada um dos demais compositores contribuiu para a criação de uma música; são eles: Mestre Yara, Os + Potentes, Puto Português e Nando Vaca.
Além das músicas definidas como single, destaque para a canção "Sida Não!", na qual a artista busca alertar seus fãs sobre a importância do uso do preservativo nas relações sexuais.
Essa preocupação social demonstrada por Titica desde seu primeiro trabalho fonográfico de estúdio fez com que a Organização das Nações Unidas, ONU, por meio de seu programa ONUSIDA, destinado à coordenação de atividades na luta contra HIV/Sida, nomeasse a artista como Embaixadora Nacional da Boa Vontade em Angola, em outubro de 2013.

## Recepção

### Crítica
O álbum foi recebido com bastante entusiasmo e as críticas a ele foram majoritariamente positivas.
Após o lançamento do disco, a BBC de Londres, em artigo sobre Titica, destacou que "ela é ousada, ela é brilhante, ela é linda e ela está tomando Angola de assalto"; e argumentou que Titica se tornava a nova face do Kuduro, gênero Angolano que mistura rap, música eletrônica e ritmos locais: "De dia, as canções de Titica estão em todos os miniônibus; à noite tomam as pistas de dança, e, nos finais de semana, são trilha essencial das festas infantis". Também foi destacado que a repercussão do trabalho da artista não limitava mais às fronteiras de seu país, pois, em 2012, já partia em sua primeira turnê internacional fazendo shows em diversos países, dentre os quais Portugal, Grã-Bretanha e EUA.
A maior revista de entretenimento de Angola, Platina Line, apresentou "Chão..." como o segundo melhor álbum lançado em Angola de 2011. A revista destacou que, como já dito por vários críticos musicais, a cantora é das poucas que fazem kuduro no verdadeiro sentido da palavra e, com esta obra, vem paulatinamente ganhando respeito dos Angolanos; e mencionou que, das canções do álbum, três já haviam se tornado sucessos nacionais: Chão, Olha o Boneco e Kusi de Pole. A revista ainda afirmou que, se Titica veio para ficar, isso se descobriria com o tempo, mas é indiscutível que em 2011 "foi uma das cantoras que mais marcou o nosso mercado musical, levando o estilo kuduro novamente ao patamar internacional".
Em entrevista ao jornal britânico The Guardian, a aclamada artista Islandesa Björk mencionou Titica como inspiração meses após o lançamento de "Chão...". A cantora europeia disse que, apesar de não ouvir com frequência o rap experimental, de tempos em tempos surgem pedras preciosas, como acontece em todos os gêneros musicais, destacando Titica como uma de suas inspirações.
Em 2013, ao fazer análise dos recentes trabalhos de músicos angolanos, levando em conta a qualidade de suas vozes e as probabilidades de sucesso dos artistas da nova geração, o Jornal de Economia e Finanças de Angola entrevistou mais de cem pessoas, inclusive músicos e especialistas, para apontar as "Dez vozes mais prósperas da música nacional". Ao apontar Titica, o jornal destacou: "...com um álbum no mercado, tornou-se já uma das artistas mais bem sucedidas do gênero e com uma grande carreira pela frente, desde que mantenha a mesma força".

### Comercial
O álbum começou a ser vendido em Angola em 15 de outubro de 2011, com a tradicional sessão de autógrafos na Praça da independência, em Luanda. Com a necessidade de atender seu crescente público internacional, a partir de março de 2012, a artista disponibilizo-o também nas principais plataformas digitais.

## Faixas
| N.º            | Título                                    | Compositor(es)             | Duração |  |
| 1.             | "Sunguina (feat. Petty)"                  | Mestre Yara                | 3:18    |  |
| 2.             | "Chão"                                    | Mona Star                  | 3:52    |  |
| 3.             | "Sida Não!"                               | Capa Show                  | 3:05    |  |
| 4.             | "Rebolo... Colo (feat. Os Mais Potentes)" | Mona Star Os Mais Potentes | 3:19    |  |
| 5.             | "Agri Titica"                             | Mona Star Titica           | 3:32    |  |
| 6.             | "Kusi de Pole (feat. Mona Star)"          | Mona Star Titica           | 3:27    |  |
| 7.             | "Olha o Boneco (feat. Ary)"               | Puto Português             | 3:19    |  |
| 8.             | "Essa é a Tkny"                           | Nando Vaca Titica          | 4:00    |  |
| Duração total: | Duração total:                            | Duração total:             | 27:52   |  |